# بيتر مون
بيتر مون (بالإنجليزية: Peter Moon)‏ هو عازف قيثارة أمريكي، ولد في 25 أغسطس 1944 في هونولولو في الولايات المتحدة، وتوفي في 17 فبراير 2018 في أواهو في الولايات المتحدة.